# Bromus armenus
Bromus armenus är en gräsart som beskrevs av Pierre Edmond Boissier. Bromus armenus ingår i släktet lostor, och familjen gräs. Inga underarter finns listade i Catalogue of Life.